# Драган Лепињица
Драган Лепињица (Шид, 15. август 1961) бивши је југословенски и српски фудбалер.

## Каријера
Професионалну каријеру почео је 1982. године у Осјеку, где је играо до 1987. године на 58 утакмица, а постигао је 16 голова. Од средине 1987. године играо је за Динамо Загреб, где је уписао 7 службених наступа и задржао се непуних годину дана. Од 1988. године играо је за Приштину, до 1989. године, где је на 31 утакмици постигао 6 голова. По други пут заиграо је за Осијек, од средине 1989. године до 1990. године, када је на 30 утакмица постигао 5 утакмица.
Од средине 1990. године играо је за португалски клуб Иниао Мадеира, где је до 1996. године постигао 25 голова на 135 утакмица. Каријеру је завршио 1997. године у португалском Мачику, где је забележио 20 утакмица и постигао један гол.
Његов син Марко такође је фудбалер.